# Ritón del púgil

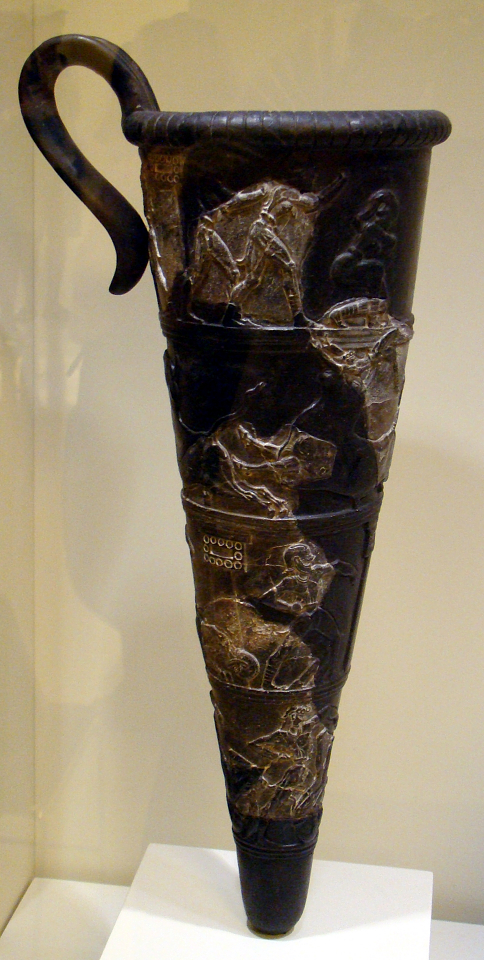
El ritón del púgil

El ritón del púgil o ritón de los boxeadores es un recipiente de esteatita negra que fue hallado en el yacimiento arqueológico cretense de Ayia Triada. Fechado en torno a 1600-1450 a. C., pertenece a la civilización minoica. Se conserva en el Museo Arqueológico de Heraclión.
Se trata de un ritón en forma de cono, con un asa, de 46,5 cm de alto, que está decorado con relieves. Esta decoración se divide en cuatro zonas: el área superior representa una escena de boxeo; la siguiente muestra un espectáculo taurino, mientras que en la tercera y la cuarta aparecen luchas. Los luchadores están perfectamente equipados con casco, guantes y otros elementos de protección. Se ha destacado la habilidad del artista para plasmar con gran realismo la anatomía de los luchadores. Son interesantes las columnas que se representan en la primera y la tercera zona, que indican el espacio en el que se celebraban estos espectáculos y que podrían ser santuarios.